# Lachstern
De lachstern (Gelochelidon nilotica, vroeger Sterna nilotica) is een zeevogel uit de familie van de meeuwen (Laridae) en de geslachtengroep sterns (Sternini).

## Beschrijving
De lachstern heeft een groot en krachtig voorkomen met een korte dikke nek. De vleugels zijn breed, de poten lang en het lichaam krachtig gebouwd met een sterke bespiering. In de zomer heeft een volwassen exemplaar een grijze kleur aan de bovenkant en wit aan de onderkant. De stern heeft een zwarte kap op de kop en zwarte poten. De roep is een krakend duidelijk vrij hoog geluid wat weergegeven kan worden als "krwik". In de winter verdwijnt de zwarte kap en verschijnt er over het oog geplaatst een zwarte vlek. Jonge exemplaren zijn vager van kleur en kopvlek en hebben een in verhouding kortere snavel. Een volwassen exemplaar kan tot 40 centimeter lang worden. Er is geen groot verschil tussen de seksen.

## Voorkomen

### Wereldwijd
De vogel heeft zijn broedgebied vooral in de warmere delen van de wereld en in het zuiden van Europa. Ook zijn er steeds kleiner wordende populaties in het oosten van Azië, de oost en de westkust van Noord-Amerika, de oostkust van Zuid-Amerika, Australië en in Noord- en Oost-Europa. In de twintigste eeuw waren er ook broedkolonies in Polen en Denemarken maar daar is de vogel nauwelijks meer te vinden.
Door de wereldwijde verspreiding zijn er variaties en ondersoorten ontstaan die verschillen in formaat en kleine details van pluimage en kleur. De vogels die in de noordelijke gebieden broeden, overwinteren in de corresponderende tegenoverliggende streken in het zuiden, dus in Afrika, Caraïben, Zuid-Azië en Nieuw-Zeeland.
De soort telt vijf ondersoorten:
- G. n. nilotica: van Europa, noordelijk Afrika via het Midden-Oosten en het zuidelijke deel van Centraal-Azië tot westelijk China en Thailand.
- G. n. affinis: Japan, zuidelijk en oostelijk China via zuidoostelijk Azië tot de Filipijnen, Sumatra, Sulawesi en Borneo.
- G. n. aranea: de oostelijke en zuidelijke Verenigde Staten via de Grote Antillen.
- G. n. vanrossemi: van zuidelijk Californië tot noordwestelijk Mexico.
- G. n. gronvoldi: van Frans-Guyana tot noordoostelijk Argentinië.

### Voorkomen in Nederland en Vlaanderen
In Nederland zijn er tussen 1931 en 1958 een aantal broedgevallen waargenomen, maar dat was slechts bij hoge uitzondering. In 2020 heeft een paar gebroed op de Marker Wadden. In 2004 stond de soort als verdwenen (uit Nederland) op de Nederlandse rode lijst. De soort staat niet op de Vlaamse rode lijst.

## Voortplanting
De lachstern broedt in kolonies in de nabijheid van meren, in moerassen en in kustgebieden. Het nest bestaat uit een in de grond uitgegraven kuiltje en bevat tussen de twee en vijf eieren.

## Voedsel
Deze stern is geen duiker naar vis maar vangt insecten uit de lucht en jaagt ook laagvliegend over moerasgebied langs de kust op zoek naar kikkers en kleine zoogdieren als kleine vogels en kuikens en ook grote insecten, ratten, muizen en andere knaagdieren.